# Кафедральный собор (Бразилиа)
Кафедральный собор — католический собор архиепархии Бразилиа. Национальный памятник (ID 672).
Сооружён в стиле модернизм по проекту известного архитектора Оскара Нимейера. Само здание состоит из 16 гиперболоидных колонн, символизирующих руки, воздетые к небу. Пространство между колоннами закрыто витражами. Из-за особенностей архитектуры внутреннее пространство заполнено светом, для большего визуального эффекта вход в главное помещение предваряется длинным тёмным коридором.
Так как Нимейер атеист, то католическая церковь очень долго отказывалась освящать собор. Из-за некоторых просчётов в зале очень слаба акустика и не продумана система вентиляции, а из-за того, что здание находится в солнечной местности и практически не имеет светозащиты, внутреннее пространство очень быстро нагревается. Глобальная реконструкция, проходящая во всех значимых зданиях столицы, должна устранить данные проблемы.
В 1988 году Оскар Нимейер получил Притцкеровскую премию за проект Собора.
25 июля 2013 года во время XXVIII Всемирного дня молодёжи папа римский Франциск посетил собор и отслужил там мессу.